# Нагороди Третього Рейху
Діюча в Третьому Рейху система нагород ґрунтувалася на багатих традиціях Німецької імперії, гармонійно використовуючи символіку нацистів та традиційні відзнаки. Існували нагороди державні, партійні, відомчі, громадських організацій тощо.
З приходом до влади націонал-соціалістів була розроблена нова система нагород, в якій старі відзнаки зазнали деяких змін відповідно до вимог нового часу. Також були розроблені нові відзнаки для родів військ, що з'явилися або подій, що сталися в міжвоєнний, після Першої світової війни час. Для прикладу — «Знак Парашутиста», «Іспанський хрест» або «Хрест Слави Легіону „Кондор“» чи медаль «Повернення Мемеля» — нагороди пов'язані з новим родом військ, з конкретним локальним конфліктом та геополітичною подією. Всі отримані нагородні знаки носилися тільки при парадній і вихідний формах одягу. В інших випадках носилися виключно вищі нагороди, почесні і бойові знаки, стрічки та планки. Нарукавні знаки, щити і стрічки носилися на польовій формі — мундирах та шинелях.
Важливим засобом морального стимулювання військовослужбовців Вермахту та військ СС були різного роду знаки відмінності, які вручалися за тривалу службу, успіхи в бойовій підготовці, а потім і за участь у бойових діях. Будь-яка особа в формі, навіть і не при «повній парадній», була «відкритою книгою». Один погляд розповідав про неї все — чи брав цей вояк участь у Першій світовій війні, де проходить службу зараз, якого рангу та звання, в яких міжнародних та внутрішніх подіях відзначився. Якщо це військовослужбовець, то було зрозуміло в якому роду військ він проходить службу, в яких військових операціях брав участь та в яких підрозділах: бойових чи ні, чи був він поранений, а якщо був то як важко.
Повний перелік заснованих в Німеччині 1933 — 1945 нагород і відзнак надзвичайно великий. До початку Другої світової війни Адольф Гітлер особисто призначав і вручав найвищі нагороди, потім це право було передано у війська командному складу різних рівнів. Такі нагороди, як Лицарський хрест, фюрер вручав особисто, або це робили вищі командири.
Виготовлялися нагороди приватними фірмами, а не державними установами. Німецькі нагороди існували у вигляді нагрудних або нашийних хрестів, орденських зірок, медалей, знаків, нарукавних щитів або стрічок. Допускалося також, носіння хрестів та знаків, отриманих в Першу світову війну, у тому числі й іноземних. Нагороди вручалися у футлярах обтягнутих шкірою чи ледерином, внутрішня поверхня оксамитова чи атласна або у конвертах з цупкого паперу, з зображеннями нагороди та/або її назви на кришці (лицьовій стороні конверта). До нагороди додавався нагородний документ (лист), як фабричного виготовлення так і друкованого за місцем служби, де зазначалися дані про одержувача відзнаки. В більшості випадків в документі не вказувалася причина нагородження. Дозволялося замовлення так званих «офіційних» копій нагород. Це, як правило, практикувалося військовослужбовцями бойових частин з метою уникнення втрати, або пошкодження нагороди. Також виготовлялися зменшені копії нагород для носіння на цивільному одязі — так звані мініатюри або фрачники.
Відповідно до «Закону про назви, ордени і медалі» від 26 липня 1957 (Закон про денацифікацію) носіння у Федеративній Республіці Німеччині нагород у вигляді, що існував за часи Третього Рейху, дозволяється тільки без нацистської символіки.

## Бойові нагороди

### Хрести
- «Залізний хрест 1939»  (нім. Eisernes Kreuz)
  - «Залізний хрест 2-го Класу» (нім. Eisernes Kreuz 2. Klasse 1939 (EKII))
  - «Застібка до Залізного хреста 2-го класу 1914» (нім. Wiederholungsspange zum Eisernen Kreuz 2. Klasse 1914)
  - «Залізний хрест 1-го Класу» (нім. Eisernes Kreuz 1. Klasse 1939 (EKI))
  - «Застібка до Залізного хреста 1-го класу 1914» (нім. Wiederholungsspange zum Eisernen Kreuz 1. Klasse 1914)
  - «Почесна застібка на орденську стрічку для Сухопутних військ» (нім. Ehrenblattspange der Heeres)
  - «Почесна застібка на орденську стрічку для Люфтваффе» (нім. Ehrenblattspange der Luftwaffe)
  - «Почесна застібка на орденську стрічку для Кригсмарине» (нім. Ehrentafelspange der Kriegsmarine)
- «Лицарський хрест Залізного хреста» (нім. Ritterkreuz des Eisernen Kreuzes (RK))
  - «Лицарський хрест з дубовим листям» (нім. Ritterkreuz des Eisernen Kreuzes mit Eichenlaub (RK-EL))
  - «Лицарський хрест з дубовим листям та мечами» (нім. Ritterkreuz des Eisernen Kreuzes mit detn Eichenlaub mit Schwertern (RK-S))
  - «Лицарський хрест з дубовим листям, мечами та діамантами» (нім. Ritterkreuz des Eisernen Kreuzes mit dem Eichenlaub mit Schwerter mit Brillanten (RK-Br))
  - «Лицарський хрест з золотим дубовим листям, мечами та діамантами» (нім. Ritterkreuz des Eisernen Kreuzes mit dem Golden Eichenlaub mit Schwerter mit Brillanten (RK-GL))
- «Хрест Воєнних заслуг» (нім. Kriegsverdienstkreuz)
  - «Хрест Воєнних заслуг 2-го класу» (нім. Kriegsverdienstkreuz 2. Klasse)
  - «Хрест Воєнних заслуг 1-го класу» (нім. Kriegsverdienstkreuz 1. Klasse)
  -  «Медаль хреста»
  - «Лицарський хрест Хреста Воєнних заслуг» (нім. Ritterkreuz des Kriegsverdienstkeuzes)
  - «Золотий Лицарський хрест Хреста Воєнних заслуг» (нім. Gold Ritterkreuz des Kriegsverdienstkeuzes)
- «Військовий орден Німецького хреста» (нім. Kriegsorden des Deutschen Kreuzes)
  - «Срібний Німецький хрест» (нім. Deutsches Kreuz in Silber (DK-S))
  - «Золотий Німецький хрест» (нім. Deutsches Kreuz in Gold (DK-G))
- «Іспанський хрест» (нім. Spanienkreuz)
  - «Іспанський хрест у бронзі»
  - «Іспанський хрест у сріблі»
  - «Іспанський хрест у золоті»
  - «Іспанський хрест у золоті з діамантами»
- «Великий хрест Залізного хреста» (нім. GroBkreuz zum Eisernen Kreuz (GK))
- «Почесний хрест ветерана війни», інша вживана назва — «Гінденбурзький хрест» (нім. Ehrenkreuz des Weltkrieges)
- Почесний хрест для родичів загиблих в Іспанії німецьких бійців (нім. Ehrenkreuz für Hinterbliebene Deutscher Spanienkämpfer)

### Медалі
- «В пам'ять 13 березня 1938» (нім. Die Medaille zur Erinnerung an den 13. Marz 1938)
- «В пам'ять 1 жовтня 1938» (нім. Medaille zur Erinnerung an den 1. Oktober 1938)
- «В пам'ять 22 березня 1939 року» (нім. Die Medaille zur Erinnerung an die Heimkerhr des Memllander)
- «За будівництво оборонних укріплень» (нім. Deutsches Schutzwall-Ehrenzeichen)
  - Застібка до медалі «За будівництво оборонних укріплень» (нім. Spange zum Schutzwall-Ehrenzeichen)
- «За зимову кампанію на Сході 1941/42» (нім. Die Medaille Winterschlacht im Osten 1941/1942)
- «За вислугу років в Вермахті» (нім. Wehrmacht-Dienstauszeichnung)
- "Хоробрості та пам'яті Іспанської «Блакитної Дивізії» (нім. Tapferkeits— und Erinnerungsmedaille der Spanischen «Blauen Division»‘‘)
- Почесний знак протиповітряної оборони (нім. Luftschutz-Ehrenzeichen)
  - Почесний знак протиповітряної оборони 2-го ступеня (нім. Luftschutz-Ehrenzeichen 2.Stufe)
  - Почесний знак протиповітряної оборони 1-го ступеня (нім. Luftschutz-Ehrenzeichen 1.Stufe)

### Нагрудні знаки
- «За поранення» (нім. Verwundetenabzeichen)
  - Чорна ступінь
  - Срібна ступінь
  - Золота ступінь
- «За поранення» Легіону «Кондор» (нім. Verwundetenabzeichen für Spanienkämpfer)
  - Чорна ступінь
  - Срібна ступінь
  - Золота ступінь
- «За поранення 20 липня 1944» (нім. Verwundetenabzeichen 20 Juli 1944)
- «Штурмовий піхотний знак» (нім. Infanterie-Sturmabzeichen)
  - «Штурмовий піхотний знак» для піхотних частин
  - «Штурмовий піхотний знак» для мотопіхотних частин
- «За участь у загальних штурмових атаках» (нім. Allgemeines Sturmabzeichen)
- «За танкову атаку» (нім. Panzerkampfabzeichen)
- Танковий знак легіону «Кондор» (нім. Panzertruppenabzeichen der Legion Condor)
- «Армійський парашутист» (нім. Fallschirmschutzenabzeichen)
- «Спостерігач аеростата для сухопутних військ» (нім. Ballonbeobachterabzeichen des Heeres)
- «Сухопутна зенітна артилерія» (нім. Heeres-Flakabzeichen)
- «Знак пілота» (нім. Flugzeugfuhrerabzeichen)
- «Знак спостерігача» (нім. Beobachterabzeichen)
- «Комбінований Знак Пілот-Спостерігач» (нім. Gemeinsames Flugzeugfuhrer — und Beobachterabzeichen)
- «Знак стрільця й бортрадиста» (нім. Fliegerschutzenabzeichen mit Blitzbundel fur Bordfunker)
- «Знак стрільця й бортмеханіка» (нім. Fliegerschutzenabzeichen ohne Blitzbundel fur Bordschutzen und Bordmechaniker)
- «Знак льотчика-планериста» (нім. Segelflugzeugführerabzeichen)
- «Знак парашутиста ВПС» (нім. Fallschirmschutzenabzeichen der Luftwaffe)
- «Знак зенітної артилерії ППО ВПС» (нім. Flakkampfabzeichen der Luftwaffe)
- «Знак за наземний бій для ВПС» (нім. Erdkampfabzeichen der Luftwaffe)
- «За танковий бій для Люфтваффе» (нім. Panzerkampfabzeichen der Luftwaffe)
- «За морський бій Люфтваффе» (нім. Seekampfabzeichen der Luftwaffe)
- «Знак льотного складу» (нім. Fliegerschaftsabzeichen)
- «Почесний льотний знак» (нім. Fliegererinnerungsabzeichen)
- «За прорив морської блокади» (нім. Blockadebrecherabzeichen)
- «Знак берегової артилерії і зенітників ВМС» (нім. Kriegsabzeichen fur die Marineartillerie)
- «Для команди торпедних катерів» (нім. Schnellboot-Kriegsabzeichen)
- «Для команди ескадрених міноносців» (нім. Zerstorerkriegsabzeichen)
- «Для команди мінних тральщиків» (нім. Minensuchkriegsabzeichen)
- «Для команди підводних човнів» (нім. U-Boot-Kriegsabzeichen)
- «Для команди допоміжних крейсерів» (нім. Hilfskreuzerkriegsabzeichen)
- «За далекий похід» (нім. Flottenkriegsabzeichen)
- «Бойовий знак для малих катерів та човнів» (нім. Kampfabzeichen der Kleinkampfmittel)
- «За боротьбу з партизанами» (нім. Bandenkampfabzeichen)

### Планки
- «За ближній бій» (нім. Nahkampfspange)
- «За ближній бій для Люфтваффе» (нім. Nahkampfspange der Luftwaffe)
- Авіаційні планки Люфтваффе
  - «Денний винищувач» (нім. Frontflugspange für Tagjager)
  - «Нічний винищувач» (нім. Frontflugspange für Nah-Nachtjager)
  - «Винищувач-перехоплювач» (нім. Zerstörerverbände)
  - «Далекий нічний винищувач» (нім. Fernnachtjagdverbände)
  - «Бомбардувальник» (нім. Frontflug-spange für Kampf- und Sturzkampfflieger)
  - «Військово-транспортна авіація» (нім. Frontflugspange für Transport— und Luftlandefliege)
  - «Розвідник» (нім. Frontflugspange für Aufklärer)
  - «Авіація наземної підтримки» (нім. Frontflugspange für Schlachtflieger)
- «Для підводних човнів» (нім. U-Boot-Frontspange)

### Щити
- «Нарвікський» (нім. Armelschild Narvik)
- «Холмський» (нім. Armelschild Cholm)
- «Кримський» (нім. Armelschild Krim)
- «Дем'янський» (нім. Armelschild Demjansk)
- «Кубанський» (нім. Armelschild Kuban)
- «Лапландський» (нім. Armelschild Lappland)
- «Балкани» (нім. Armelschild Balkan)
- «Варшава» (нім. Armelschild Warschav)
- «Дюнкерк» (нім. Armelschild Duenkircnen)
- «Лорен» (нім. Armelschild Lorient)

### Стрічки, знаки, нашивки, кільця, кубки тощо

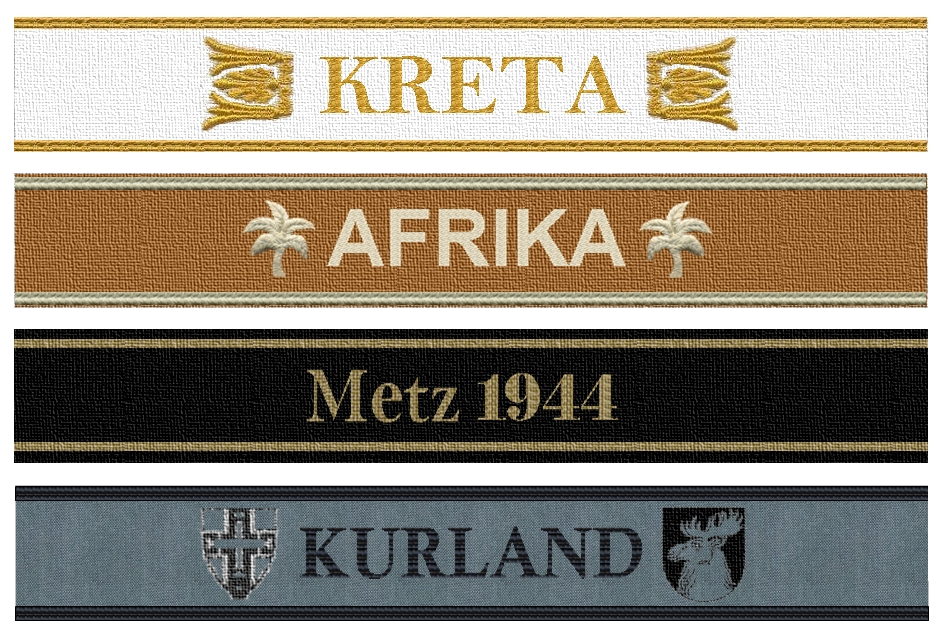
Нарукавні стрічки вермахту. Згори донизу: Крит, Африка, Мец 1944, Курляндія.

- Нарукавна стрічка «Іспанія» (нім. Ärmelband Spanien)
- Нарукавна стрічка «Крит» (нім. Ärmelband Kreta)
- Нарукавна стрічка «Африка» (нім. Ärmelband Afrika)
- Нарукавна стрічка «Мец 1944» (нім. Ärmelband Metz 1944)
- Нарукавна стрічка «Курляндія» (нім. Ärmelband Kurland)
- Нарукавний знак «За знищений танк» (нім. Sonderabzeichen für das Niederkämpfen von Panzerkampfwagen durch Einzelkämpfer)
- Нарукавний знак «За знищення літака з землі» (нім. Tieffliegervernichtungsabzeichen)
- Нарукавний знак «Військовий водій» (нім. Kraftfahr-Bewährungsabzeichen)
- Відзнака снайпера (нім. Scharfschützenabzeichen)
- Почесний кубок за особливі заслуги у повітряній війні (нім. Ehrenpokal fur besondere leistung im Luftkrieg)
- Почесна тарілка Люфтваффе за видатні бойові заслуги (нім. Ehrenschale für hervorragende Kampfleistungen der Luftwaffe)
- Шнур за відмінну стрільбу (нім. Schützenschnur)
- Вимпел Воєнних заслуг (нім. Kriegsverdienstwimpel)

### Заохочувальні нагороди
- Згадування у щоденній доповіді «Вермахтберіхт» (нім. Namensnennung im Wehrmachtbericht)
- Сертифікат Пошани Головнокомандувача Сухопутних військ Вермахту (нім. Anerkennungsurkunde des Oberbefehlshabers des Heeres)
- Золота книга авіації (нім. Goldenes Buch der Flieger)

## Партійні нагороди
- «Німецький Орден» (нім. Deutscher Orden)
- «Почесний знак Кобург» (нім. Koburger Ehrenzeichen)
- Почесний партійний знак «Нюрнберг 1929» (нім. Nürnberger Parteitagsabzeichen von 1929)
- Знак учасника зльоту СА в Брауншвейзі 1931 (нім. Abzeichen des SA — Treffens Braunschweig 1931)
- Знаки гау (нім. Gau Abzeichen)
- «Золотий партійний знак НСДАП» (нім. Goldenes Parteiabzeichen der NSDAP)
- «Орден Крові» (нім. Blutorden)
- «Медаль За вислугу років в НСДАП» (нім. Dienstauszeichnung der NSDAP)
- «Знак підпільного фронту» (нім. Frontbannabzeichen)
- Почесний знак «Піонер праці» (нім. Ehrenzeichen "Pionier der Arbeit")
- Почесне звання «Лідер військової економіки» (нім. Wehrwirtschaftsführer)
- Потсдамський знак НСДАП (нім. Potsdam-Abzeichen der NSDAP)
- Почесний знак самооборони СС «Данциг» (нім. Ehrennadel der SS-Heimwehr Danzig)

## Відзнаки СС
- Медаль «За вислугу років в СС» (нім. SS-Dienstauszeichnungen)
- Почесний кут старих бійців (нім. Ehrenwinkel der Alten Kämpfer)
- Кільце «Мертва голова» (нім. SS-Ehrenring)
- Цивільний знак СС (нім. SS-Zivilabzeichen)
- Йольський свічник (нім. SS-Julleuchter)
- Почесний кинджал СС (нім. SS-Ehrendolch)
- Почесна шпага рейхсфюрера СС (нім. Ehrendegen Reichsführer SS)
- Германська руна «За успішність» (нім. Germanische Leistungsrune)

## Відзнаки СА
- Почесна пов'язка старих бійців з СА (нім. Ehrenstreifen des Alten Kämpfers in der SA)

## Цивільні нагороди
- «Почесний хрест німецької матері» (нім. Ehrenkreuz der deutschen Mutter)
  - Бронзовий хрест
  - Срібний хрест
  - Хрест з позолотою
- «Німецька національна премія за мистецтво і науку» (нім. Deutscher Nationalpreis für Kunst und Wissenschaft)
- «Почесний Іспанський хрест» (нім. Ehrenvolle Spanienkreuz)
- «Хрест Німецького Червоного Хреста» (нім. Deutsche Rote Kreuz)
- Почесний знак «За турботу про німецький народ» (нім. Ehrenzeichen für deutsche Volkspflege)
  - Почесний знак «За турботу про німецький народ» 1-го ступеня (особлива ступінь) (нім. das Ehrenzeichen für deutsche Volkspflege I. Stufe (Sonderstufe))
  - Почесний знак «За турботу про німецький народ» 1-го ступеня (нім. das Ehrenzeichen für deutsche Volkspflege I. Stufe)
  - Почесний знак «За турботу про німецький народ» 2-го ступеня (нім. das Ehrenzeichen für deutsche Volkspflege II. Stufe)
  - Почесний знак «За турботу про німецький народ» 3-го ступеня (нім. das Ehrenzeichen für deutsche Volkspflege III. Stufe)
  - Медаль «За турботу про німецький народ» (нім. die Medaille für deutsche Volkspflege)
- «Данцигський хрест» (нім. Danziger Kreuz)
  - «Данцигський хрест 2-го класу» (нім. Danziger Kreuz 2. Klasse)
  - «Данцигський хрест 1-го класу» (нім. Danziger Kreuz 1. Klasse)
- «Німецький Олімпійський знак» (нім. Deutsche Olympia-Ehrenzeichen)
  - «Німецький Олімпійський знак 1-го класу» (нім. Deutsche Olympia-Ehrenzeichen 1. Klasse)
  - «Німецький Олімпійський знак 2-го класу» (нім. Deutsche Olympia-Ehrenzeichen 2. Klasse)
  - «Німецька Олімпійська пам'ятна медаль» (нім. Deutsche Olympia-Erinnerungsmedaille)
- Медаль Гете за мистецтво і науку (нім. Goethe-Medaille für Kunst und Wissenschaft)

## Службові нагороди
- Почесний знак «За вірну службу» (нім. Treuedienst-Ehrenzeichen)
  - Почесний знак «За вірну службу» 2-го ступеня (нім. Treudienst-Ehrenzeichen 2. Stufe)
  - Почесний знак «За вірну службу» 1-го ступеня (нім. Treudienst-Ehrenzeichen 1. Stufe)
  - Почесний знак «За вірну службу» 1-го ступеня з золотим дубовим листям і номером 50 на стрічці (нім. Treudienst-Ehrenzeichen 1. Stufe mit dem Eichenlaub in Gold mit der Zahl 50 am Band)
  - Почесний знак «За вірну службу» особливого ступеня (нім. Treudienst-Ehrenzeichen (Sonderstufe))
- Медаль «За вислугу років у поліції» (нім. Polizei-Dienstauszeichung)
- Імперський почесний знак «За пожежну службу» (нім. Reichsfeuerwehrehrenzeichen)
- Почесний знак «За пожежну службу» (нім. Feuerwehr-Ehrenzeichen)
- «Вислужна медаль митно-прикордонної служби» (нім. Zollgrenzschutz-Ehrenzeichen)
- Медаль «За вислугу років у Імперській службі праці» (нім. Dienstauszeichnung für den Reichsarbeitsdienst)
  - Медаль для чоловіків (нім. Dienstauszeichnung für männliche)
  - Медаль для жінок (нім. Dienstauszeichnung für die weibliche)

## Відзнаки Гітлер'югенду
- Знак Гітлер'югенду (нім. Hitlerjugend Abzeichen)
  - Звичайний знак
  - Золотий почесний знак (нім. Goldenes Hitlerjugend Ehrenabzeichen)
  - Золотий почесний знак з дубовим листям (нім. Goldenes Hitlerjugend Ehrenabzeichen mit Eichenlaub)
- Золотий почесний знак керівника організації «Гітлер'югенд»
- Знак «Гітлер'югенд» за відмінну стрільбу
- Знак відмінного лижника «Гітлер'югенд»
- Традиційний знак «Шарнгорст» (нім. Scharnhorst-Traditionsabzeichen)

## Спортивні нагороди
- «Олімпійський орден» (нім. Olympischer Orden)
- «Олімпійська медаль»
- Німецький Імперський спортивний знак (нім. Deutsches Reichssportabzeichen (DRA))
- Німецька імперська відзнака за фізичну підготовку (нім. Deutsche Reichsauszeichnung für Leibesübungen (DRL))
- Спортивний знак СА (нім. SA-Sportabzeichen)
- Спортивний нагородний знак 1934

## Нагороди для іноземців
- «Орден Заслуг німецького орла» (нім. Verdienstorden vom Deutschen Adler)
  - Великий хрест ордена Німецького Орла в золоті (нім. Großkreuz des Deutschen Adlerordens in Gold)
  - Великий хрест ордена Німецького Орла (нім. Großkreuz des Deutschen Adlerordens)
  - Орден Німецького Орла 1-го класу (нім. Deutscher Adlerorden 1. Klasse)
  - Орден Німецького Орла 2-го класу (нім. Deutscher Adlerorden 2. Klasse)
  - Орден Німецького Орла 3-го класу (нім. Deutscher Adlerorden 3. Klasse)
  - Орден Німецького Орла 4-го класу (нім. Deutscher Adlerorden 4. Klasse)
  - Орден Німецького Орла 5-го класу (нім. Deutscher Adlerorden 5. Klasse)
  - Німецька медаль заслуг в сріблі (нім. Deutsche Verdienstmedaille in Silber)
  - Німецька медаль заслуг в бронзі (нім. Deutsche Verdienstmedaille in Bronze)
- Відзнака за хоробрість і заслуги для представників східних народів (нім. Tapferkeits- und Verdienst Auszeichnung für Ostvölker)
- Партійний знак НСДАП для іноземців (нім. Potsdam-Abzeichen der NSDAP)
- Медаль «Хоробрості і пам'яті іспанської „Блакитної дивізії“» (нім. Tapferkeits- und Erinnerungsmedaille der Spanischen «Blauen Division»)